# میشائل شولتز
میشائل شولتز (به آلمانی: Michael Schulz) بازیکن فوتبال و مدافع اهل آلمان است که از سال ۱۹۹۲ میلادی عضو تیم ملی فوتبال آلمان بوده‌است. وی در ۷ بازی ملی حضور داشته است و آخرین بازی ملی خود را در سال ۱۹۹۳ میلادی انجام داد. میشائل شولتز در بازی‌های ملی‌اش گلی به ثمر نرساند.